# Баллыджа (река)
Баллыджа (азерб. Ballıca) — река в Азербайджане, левый приток реки Гаргарчай.

## Гидроним
Согласно Энциклопедическому словарю топонимов Азербайджана, название реки взято с места своего истока — яйлага называющегося Баллыджа. Яйлаг же так называется с названия произрастающего там растения медуница — по-азербайджански баллыджа (азерб. ballıca).

## Характеристика
Река Баллыджа берёт начало на высоте 2160 м в Карабахском хребте и является левым притоком реки Гаргарчай. Река Гаргарчай, в свою очередь является притоком реки Кура.
Длина реки составляет 24 км. Площадь водосборного бассейна — 103 км².

## Населённые пункты
Река Баллыджа протекает на территории Ходжалинского района Азербайджана. На левом берегу реки расположено село Баллыджа.